# Los Lobos Segunda Sección
La Lobos Segunda Sección är en ort i kommunen San José del Rincón i delstaten Mexiko i Mexiko. Samhället hade 1 340 invånare vid folkräkningen 2020.